# Mărțișor

Ejemplo genérico de Mărțișor.

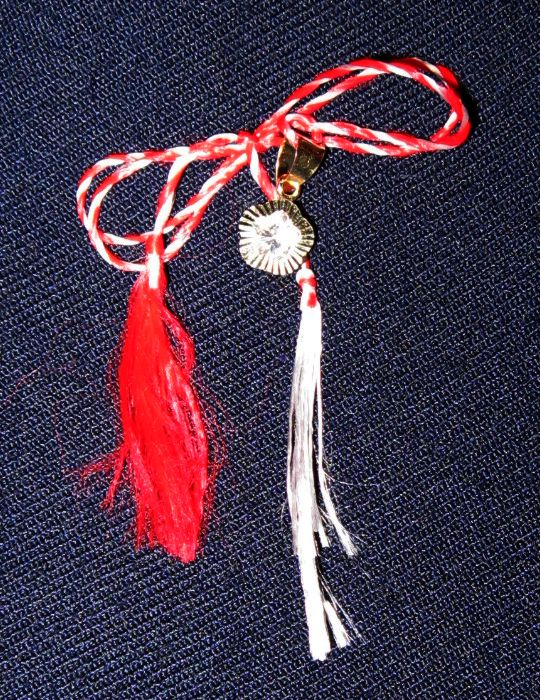
Joya de oro.

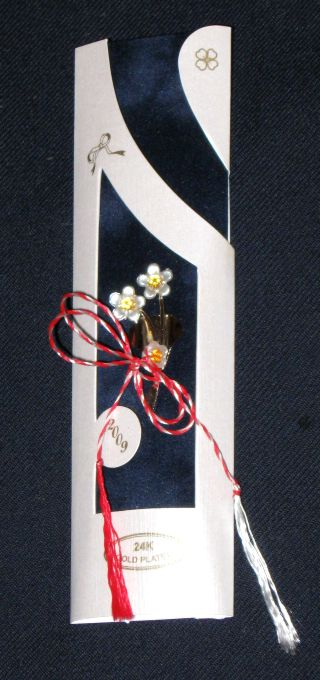
Joya de oro - detalle.

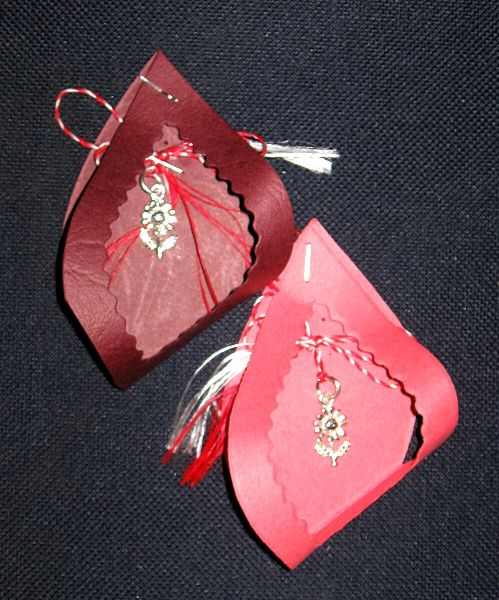
Joyas de plata.

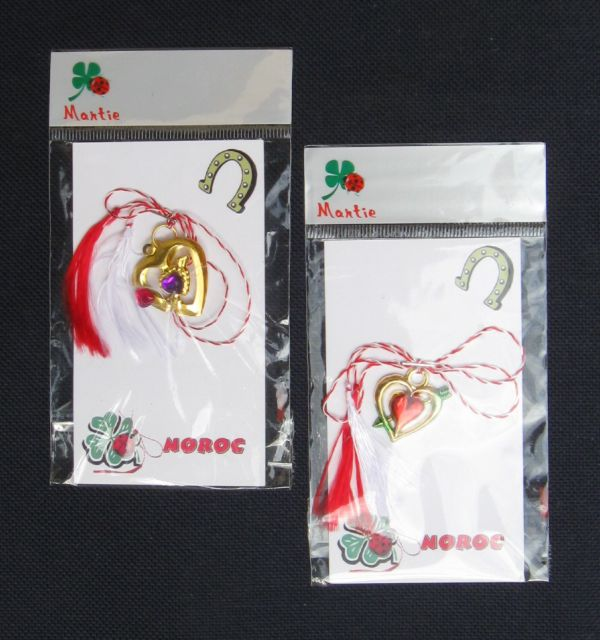
Algunos tipos de Mărțișor normales.

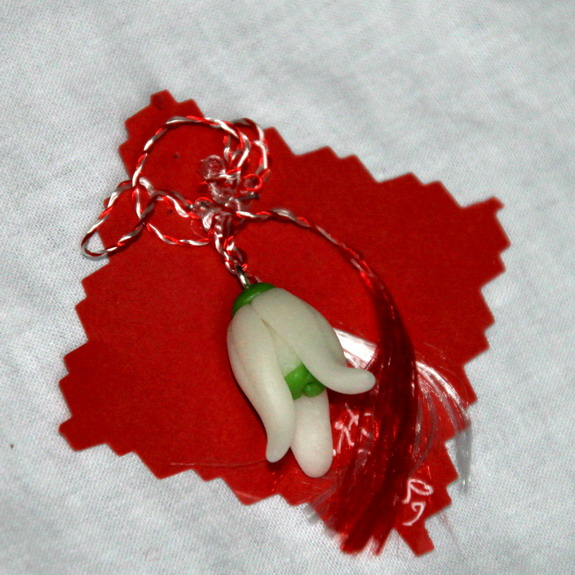
Mărțișor con motivo tradicional de cerámica moderna.

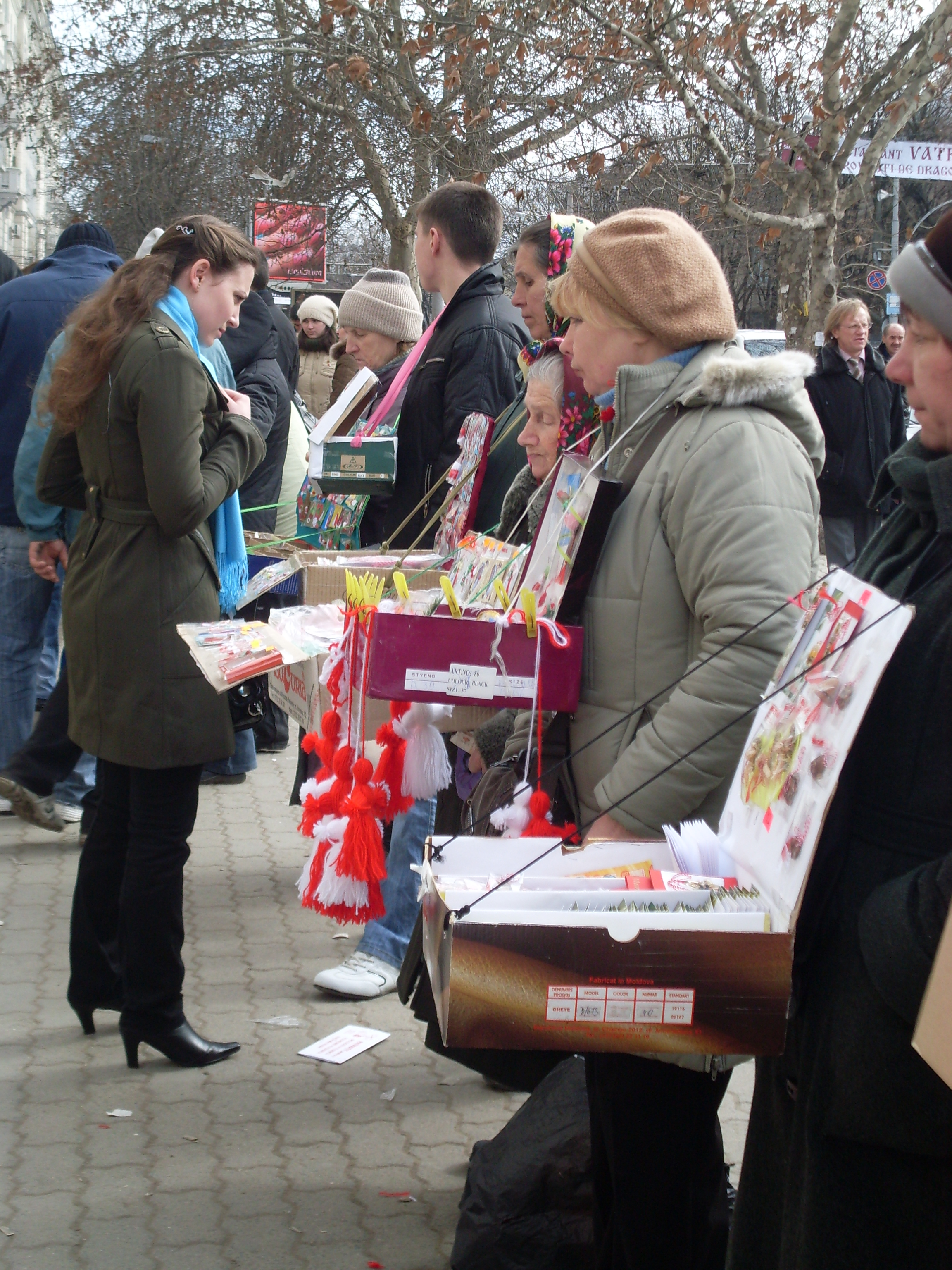
Distribuidores de mărțișoar en Chișinău (1 martie 2009).

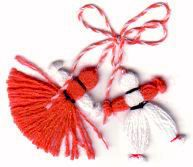
El Mărțișor búlgaro (Martenitsa).

Mărțișorul (diminutivo de Martie, rumano para marzo) es una fiesta tradicional de Rumanía y Bulgaria y Moldavia, celebrando la llegada de la primavera, la frescura, la alegría, y la victoria del bien sobre el mal (en algunas interpretaciones solamente su coexistencia). En esta ocasión las mujeres reciben pequeños regalos, objetos decorativos (los "mărţişoare") atados con un hilo blanco y rojo, como símbolos que traen fortuna y bienestar, y que llevan hasta dos semanas. El rojo es considerado color de la primavera, y el blanco del invierno. Se le asocian habitualmente flores de la primavera temprana, la más representativa siendo el galanto o la "campanilla de invierno" (Galanthus nivalis), que puede crecer aun cuando queda algo de nieve en el suelo.
La fiesta tradicional tiene una antigüedad milenaria, las primeras pruebas arqueológicas datan del período de los getas. Los orígenes de la costumbre se pueden encontrar también en las fiestas romanas en honor al dios Marte, dios de la fertilidad y la vegetación, o en las fiestas en honor a su equivalente tracio Marsyas Silen. Las mujeres dacias se adornaban con monedas o piedrecitas preciosas asociadas con hilos de lana rojos y blancos, para tener buena suerte y un año productivo.
Costumbres similares se pueden encontrar en la zona de los Balcanes donde viven rumanos, en Bulgaria (en donde se llama "Мартеница", "Martenitsa"), Macedonia del Norte y Albania.
Cabe mencionar que la tradición de ofrecer una moneda atada con hilo blanco y rojo era originariamente destinada tanto a hombres como a mujeres. Se consideraba que la persona que la llevaba ganaba poder y salud para el año que venía. En ocasiones las mujeres ofrecen mărţişoare a los hombres todavía hoy. En algunas partes de Rumania, como Moldavia o Bucovina, el símbolo de la primavera era una medalla de oro o de plata, que se llevaba alrededor del cuello. Después de llevar la moneda por doce días, la persona compraba queso dulce con la moneda, para que su cara se quedara hermosa y limpia el año entero.

## Los mitos del mărțișor

### El joven fuerte liberado por el sol
Un mito dice cómo el Sol descendió a la Tierra en forma de chica muy bella. Pero un dragón (zmeul en rumano) la robó y la encerró en su palacio. Entonces los pájaros dejaron de cantar, los niños se olvidaron del juego y la alegría, y el mundo entero ha caído en la tristeza. Viendo lo que pasa sin el Sol, un joven valiente comenzó el camino hacia palacio del dragón para liberar la chica muy bella. Estuvo buscando el palacio un año entero y cuando lo encontró, llamó al dragón a una lucha justa. El joven derrotó la criatura y así liberando a la chica bella. La chica muy bella ascendió al cielo para iluminar de nuevo toda la tierra. Llegó la primavera, la gente ha recuperado la alegría, pero el joven valiente, estaba tumbado y herrido en el palacio del dragón después de las luchas muy duras. La sangre caliente se derramó sobre la nieve hasta que el joven se quedó sin respiración. En los lugares donde la nieve se ha derretido, ha salido de la tierra la flor "Campanillas del invierno" Galanthus nivalis - heraldos de la primavera.
Se dice que cuando el mundo honra en la memoria del hombre valiente joven y fuerte con un hilo y dos flores: una blanca y otra roja. El color rojo simboliza el amor hacia lo agradable y bello recuerda el coraje del joven valiente, y el blanco es de la flor campanilla de invierno, la primera flor de la primavera.
La investigación arqueológica llevada a cabo en Rumanía, en Schela Cladovei, han revelado  amuletos parecidos al mărțișor que datan de aproximadamente 8 000 años. Los amuletos hechos de piedras pintadas de blanco y rojo fueron usados alrededor del cuello. Como documento el mărțișor se mencionó por primera vez en una obra de Iordache Golescu. El folclorista Simion Florea Marian supone que en Moldavia y Bucovina el mărțișor estaba compuesto por una moneda de oro o plata, atado con algodón blanco-rojo, y fue llevado por los niños alrededor del cuello. Las adolescentes también llevaban el mărțișor al cuello en los primeros 12 días de marzo, y después para colgarlo en el cabello y mantenerlo hasta la llegada de las primeras aves  grullas y a los árboles florecientes. En ese momento, las chicas se quitaban su mărțișor y lo colgaba de una rama de árbol y la moneda la daba a cambio de queso fresco. Estos "rituales" proporcionaban un año productivo.

## En la actualidad
En la actualidad, el mărțișor se usa durante, después para colgarlo de las ramas de un árbol frutal. Se cree que traerá abundancia en los hogares. Se dice que si alguien pone un deseo mientras cuelga el martisor al árbol, se cumplirá de inmediato. A principios de abril, una gran parte de los pueblos de Rumania y Moldavia, los árboles se adornan con el mărțișor.
En Moldavia cada año el festival de música tiene lugar "Mărțișor ", que comienza el 1 de marzo y dura hasta el 10 de marzo. Este año, el festival está en la a 58ª edición.
En algunos distritos de Rumania el mărțișor, se lleva sólo las dos primeras semanas. En las localidades de Transilvania el mărțișor se cuelgan de las puertas, las ventanas, los cuernos de los animales domésticos, ya que cree que puede ahuyentar a los malos espíritus. En el distrito Bihor se cree que si la gente se lava con agua de lluvia caída en el 1 de marzo, se harán más bellos y saludables. En Banat las chicas se lavan con la nieve para ser amadas. También, las chicas están ofreciendo el mărțișor a los chicos (el mărțișor tradicionalmente se hace por ellas mismas). En Dobrogea el mărțișor se lleva hasta la llegada de las grullas, y luego tirado hacia arriba parequemado por la felicidad sea grande. En Moldavia el 1 de marzo se ofrece el mărțișor a los muchachos por parte de las muchachas, ellos ofreciendo a su vez a las chicas el mărțișor el 8 de marzo (una pequeña diferencia con el resto del país).
La fiesta del mărțișor se puede ver en zona de los Balcanes a los aromunes y megleno-rumanos, así como a los  búlgaros que llaman Martenița (Мартеница), y también en Macedonia del Norte y Albania.